# Wasmannia affinis
Wasmannia affinis är en myrart som beskrevs av Santschi 1929. Wasmannia affinis ingår i släktet Wasmannia och familjen myror. Inga underarter finns listade i Catalogue of Life.